# 葛馬駅
葛馬駅（カルマえき）は、大韓民国大田広域市西区にある大田広域市都市鉄道公社1号線の駅。駅番号は113。

## 歴史
- 2007年4月17日 - 1号線政府庁舎 - 盤石間延伸に伴い開業。

## 駅構造
相対式ホーム2面2線の地下駅。
のりば
| 上り | ●1号線 | 板岩方面 |
| 下り | ●1号線 | 盤石方面 |

## 駅周辺
- 葛馬公園
- 大田屯山女子高等学校
- 太田屯山中学校
- 葛馬初等学校
- 屯之尾公園

## 隣の駅
大田広域市都市鉄道公社
●1号線
政府庁舎駅 (112) - 葛馬駅 (113) - 月坪駅 (114)